# Stiller Mór
Stiller Mór (Miskolc, 1842. augusztus 6. – Budapest, 1917. december 3.) magyar ügyvéd, jogi író, lapszerkesztő. Bátyja Stiller Bertalan belgyógyász, kórházi főorvos.

## Élete
Stiller Dávid és Friedmann Rebeka fia. Pesten végezte jogi tanulmányait. 1869 és 1917 között budapesti ügyvéd, előbb bűnügyi védő, majd neves kereskedelmi jogász volt. Az 1878-ban kiadott A Törvénytelen gyermek helyzete Európában című nemzetközi jellegű, francia nyelvű kiadványban ő írta a Magyarországról szóló részt. Tagja volt budapesti zsidó egyházközség választmányának, az Izraelita Magyar Irodalmi Társulat igazgatóságának, s egy időben a Pesti Izraelita Hitközség helyettes elnöki tisztségét is betöltötte. 1885-ben megalapította és évtizedekig szerkesztette a Jog című szaklapot. 1898-ban megkapta a Vaskorona Rend III. osztályú kitüntetését. Halálát szívhűdés okozta.

## Magánélete
Felesége baranyavári Ullmann Sarolta (1851–1910) volt, akivel 1870. július 10-én Pesten kötött házasságot.
Gyermekei
- Stiller Margit. Férje dr. Grosz Gyula.
- Stiller Klára. Férje dr. Oláh Dezső ügyvéd.

## Főbb művei
- A vasutak kártérítési felelőssége (Pest, 1871)
- Védbeszédek sajtó- és bűnügyekben 1870–1880 (Budapest, 1881)
- Angol parlamenti küzdelmek (Budapest, 1906)